# Utah Starzz
Utah Starzz war ein US-amerikanisches Basketballfranchise der Women’s National Basketball Association aus Salt Lake City im Bundesstaat Utah. Das Team nahm von 1997 bis 2002 am Spielbetrieb teil, bevor es nach San Antonio umgesiedelt wurde.

## Geschichte
Das Team wurde 1996 gegründet und nahm zum Beginn der Saison 1997 den Spielbetrieb auf. Die „Starrz“ begannen sportlich schwach, konnten aber in jeder Saison die Anzahl der Siege steigern und zumindest zweimal die Playoffs erreichen. Nach der Saison 2002 gab die WNBA ihre Eigentumsrechte an allen WNBA-Franchises ab, dabei bot die Liga die Rechte an den Franchises zunächst allen lokalen NBA-Mannschaften an. Nachdem die Eigentümer der Utah Jazz nicht bereit waren die Utah Starzz zu übernehmen, wurde das Franchise am 5. Dezember 2002 von der Spurs Sports & Entertainment gekauft. Kurz nach der Übernahme wurde das Team nach San Antonio, Texas umgesiedelt, wobei der Name von Starzz in Silver Stars umgeändert wurde. Mittlerweile lautet der Teamname Stars.
Die Starzz trugen ihre Heimspiele im Delta Center aus. Die Teamfarben waren Grün, Violett, Weiß, Schwarz, Kupferrot und Hellblau. In der Zeit ihres Bestehens qualifizierte sich das Team zweimal für die Playoffs. Der Gewinn einer WNBA-Meisterschaft blieb aber aus.
Weitere Geschichte bei: San Antonio Silver Stars/Stars

## Erfolge und Ehrungen

### Sportliche Erfolge
Die Starzz konnten in den sechs Saisons des Bestehens nur zweimal die Playoffs erreichen und dabei nur eine Playoff-Serie gewinnen. Die WNBA-Finals wurden nie erreicht.

### Individuelle Auszeichnungen
Wie der Teamerfolg hielten sich die auch individuellen Auszeichnungen in Grenzen. Nur in einer heute nicht mehr vergebenen Kategorie war eine Spielerin der Starzz erfolgreich.
| Saison | Kategorie                         | Spielerin     |
| ------ | --------------------------------- | ------------- |
| 2000   | WNBA Peak Performer Freiwurfquote | Jennifer Azzi |

### Saison für Saison
Abkürzungen: Sp. = Spiele, S = Siege, N = Niederlagen
| Saison                                    | Sp. | S  | N  | Siege in % | Platz                  | Playoffs |
| Utah Starzz                               |     |    |    |            |                        | |
| 1997                                      | 28  | 7  | 21 | 25,0       | 4., Western Conference | nicht qualifiziert |
| 1998                                      | 30  | 8  | 22 | 26,7       | 5., Western Conference | nicht qualifiziert |
| 1999                                      | 32  | 15 | 17 | 46,9       | 6., Western Conference | nicht qualifiziert |
| 2000                                      | 32  | 18 | 14 | 56,3       | 5., Western Conference | nicht qualifiziert |
| 2001                                      | 32  | 19 | 13 | 59,4       | 4., Western Conference | Niederlage in den Conference Semifinals, 0:2 (Sacramento Monarchs)                                                    |
| 2002                                      | 32  | 20 | 12 | 62,5       | 3., Western Conference | Sieg in den Conference Semifinals, 2:1 (Houston Comets) Niederlage in den Conference Finals, 0:2 (Los Angeles Sparks) |
| Gesamt                                    | 186 | 87 | 99 | 46,8       |                        | 2 Playoff-Teilnahmen in 6 Saisons 3 Serien: 1 Sieg, 2 Niederlagen 7 Spiele: 2 Siege, 5 Niederlagen (28,6 %)           |
| weiter bei San Antonio Silver Stars/Stars |     |    |    |            |                        | |

## Spielerinnen

### Erstrunden-Wahlrechte beim WNBA Draft
| Name                 | Jahr | Draft-Position |
| -------------------- | ---- | -------------- |
| Tami Reiss           | 1997 | 5.             |
| Margo Dydek          | 1998 | 1.             |
| Natalie Williams     | 1999 | 3.             |
| Naomi Mullitauaopele | 2000 | 12.            |

| Name               | Jahr | Draft-Position |
| ------------------ | ---- | -------------- |
| Marie Ferdinand    | 2001 | 8.             |
| Danielle Crockrom  | 2002 | 11.            |
| LaNeishea Caufield | 2002 | 14.            |

In den sechs Jahren während denen das Franchise in Salt Lake City beheimatet war, hatte der Klub sieben Draftrechte in der ersten Runde des WNBA Drafts. Das Franchise hatte meist einen Draft-Pick in der ersten Runde. In der Saison 2002 konnte sogar zwei Spielerinnen ausgewählt werden.
Das Team aus Utah konnte mit Margo Dydek vor der Saison 1998 die erste Spielerin im Draft auswählen. Trotz dieses und weiterer früher Draft-Picks konnte aber keine Spielerin der Starzz die Auszeichnung als bester Neuling des Jahres erringen.